# Veronica maximowicziana
Veronica maximowicziana är en grobladsväxtart som beskrevs av Worosch.. Veronica maximowicziana ingår i släktet veronikor, och familjen grobladsväxter. Inga underarter finns listade i Catalogue of Life.